# Attentat du 27 mars 2002 à l'hôtel Park de Netanya
L'attentat de l'hôtel Park est un attentat-suicide perpétré le 27 mars 2002 à Netanya en Israël, et revendiqué par le mouvement palestinien Hamas. Il cause la mort de 30 civils israéliens et étrangers dont des Français, et fait 143 blessés.
En réponse à cet attentat, au meurtre de 4 membres de la famille Gavish le lendemain à Elon Moreh et à l'attentat meurtrier à Netzarim le surlendemain, le gouvernement Sharon ordonne l'opération Rempart qui fait des centaines de morts parmi la population palestinienne.

## Contexte de l'attentat
Cet attentat s'est produit durant la Seconde intifada dans la ville côtière et touristique de Netanya sise au Nord de Tel Aviv, rehov David Hamelekh (rue du roi David) en front de mer.

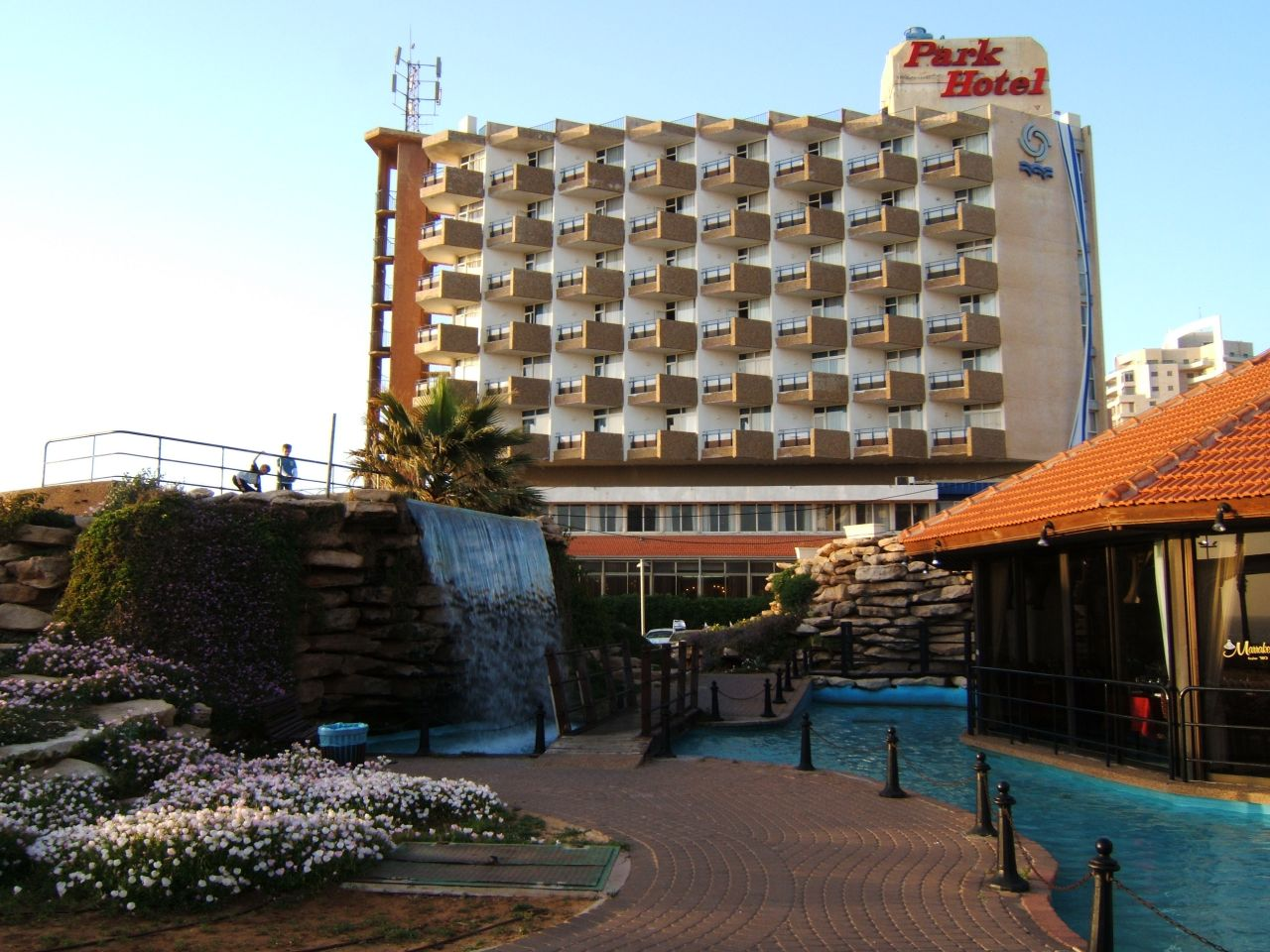
Face latérale du Park hotel

Le 27 mars 2002, le soir de la Pâque juive (Pessah), un Palestinien provenant de la ville arabe de Tulkarem, muni d'explosifs cachés dans un sac et sous son déguisement de femme portant une perruque, s'introduit vers 19h30 dans la salle à manger au rez-de-chaussée de l'hôtel Park géré par la famille Cohen. Le restaurant se trouve bondé car de nombreuses familles sont réunies et attablées pour ce soir de fête juive. Le terroriste fait exploser sa bombe au milieu de ces personnes qui célébraient le Séder de Pessa'h dans cet hôtel du bord de mer,.
La charge est d'une telle puissance que l'explosion souffle la salle de réception ainsi que la verrière de la terrasse couverte. L'entrée de l'établissement est pulvérisée par l'onde de choc et le plafond effondré. 
Trente personnes sont tuées et 143 blessées, dont 20 grièvement ; toutes sont des civils âgés de 25 à 90 ans. Certaines victimes étaient des survivants de la Shoah. Plusieurs Français figurent parmi les victimes dont Marianne Lehmann, âgée de 77 ans,. 
Apprenant cet attentat au moment où elles-mêmes célébraient en famille le ''seder'' de Pâque, les communautés juives d'Europe et d'Amérique sont bouleversées. C'est l'ensemble du monde juif qui se sent ainsi visé au milieu de ses célébrations religieuses les plus importantes,. « C'est comme si un tel événement s'était produit en France le soir de Noël », estime Le Parisien. 
Cet attentat-suicide, le plus meurtrier depuis le début de l'intifada, est appelé « le massacre de Pessah ».

## Responsabilités
Le kamikaze responsable de l'attentat-suicide était âgé de 25 ans et originaire de Tulkarem, situé à une quinzaine de kilomètres de Netanya ; il s'appelait Abdel-Basset Odet et appartenait aux Brigades Izz al-Din al-Qassam, branche armée du Hamas. Il était déjà recherché par la police israélienne pour avoir un an auparavant cherché à préparer un attentat en liaison avec un autre membre du Hamas. La police palestinienne l'avait arrêté puis relâché. La vidéo de sa confession posthume est diffusée quelques heures après l'attentat du Park hotel.
L'un des cerveaux de l'attentat est désigné comme étant Nasser Yataïma. L'attentat est revendiqué par le Hamas.

Le représentant du Hamas au Liban, Usama Hamdan, s'exprime alors :
« Cette attaque est une tentative d'envoyer une lettre, un message au monde entier (pour montrer) que nous essayons de lutter pour notre liberté contre le gouvernement terroriste de Sharon. »
Dès lors, Israël poursuit les responsables de l'attentat de Netanya :
- Nasser Yataïma, l'un des fomentateurs de l’attentat, est tué lors de l'opération Rempart[8] ;
- Qais Adwan, chef de l'organisation responsable de l'attaque au Park Hotel (et de plusieurs autres en Israël), activement recherché, est tué le 5 avril 2002 à Tubas à côté de Naplouse[9],[14] ;
- Abbas al-Sayed, l'un des organisateurs de l'attaque, est capturé en mai 2002 par les forces israéliennes. Il passe en justice et est reconnu coupable du massacre de la Pâque (et du bombardement en 2001 dans le centre commercial aussi à Netanya), et est condamné à la perpétuité le 22 septembre 2005[9] ;
- Omar Jabar, commandant du Hamas et également soupçonné d'être impliqué dans l'attentat, est arrêté à Tulkarem, le 26 mars 2008[9],[15] ;
- Muhammad Harwish, à la tête de la branche militaire du Hamas à Tulkarem et planificateur du massacre du Park Hotel, est arrêté dans un village au sud de Hébron par les forces israéliennes en septembre 2009[9],[16].

## Conséquences
En avril et mai 2002, l'« opération Rempart » est lancée contre plusieurs villes palestiniennes. Lors de ces opérations, certains responsables de l'attentat de Netanya sont visés.
C'est à la suite de cet énième attentat meurtrier qu'Israël décide d’édifier la barrière de séparation israélienne, permettant une diminution de 30 % du nombre des attaques terroristes entre 2002 et 2003. Les travaux débutent en été 2002.
Le Park Hotel est en partie reconstruit et change de nom.